# Rocky Emerson
Rocky Emerson, född 12 december 1991, är en amerikansk porrskådespelare. Hon har verkat i branschen sedan 2016 och spelar både i dominerande och undergivna roller. Hon är ymnigt tatuerad och anses ibland med sina 190 cm vara den längsta kvinnliga skådespelaren i porrbranschen.

## Biografi

### Bakgrund
Rocky Emerson föddes i San Diego (ibland har hon dock själv nämnt San Francisco som födelseort), och familjen har rötter i bland annat Serbien. I uppväxten upptäckte hon den TV-sända reklamen för produktionsbolaget Girls Gone Wild, och efter några år som webbkameramodell och kontakter inom branschen – samt arbete i en tatueringsbutik – valde hon att söka sig till porrbranschen på förslag från sin dåvarande pojkvän.
Emerson har talat om sin lust att få synas som del av sexbranschen – eller agera i sexuellt exhibitionistiska roller – redan från tidig ålder. Hon introducerades under runt 18 års ålder i BDSM-kulturen och använde den miljön för att utmana sin egen blyghet.

### Karriär
2016 utgavs hennes första pornografiska produktion, en lesbisk scen för bolaget Evolved Fights; bolaget har specialiserat sig på scener där sex kombineras med brottning. Hon började sin karriär i porrbranschen, när hon bodde i San Francisco. Sedan dess har hon flyttat runt i Kalifornien och Nevada och en tid varit bosatt i Las Vegas.
Strax efter sin första scen bröt Emerson båda sina armar och tvangs till ett längre uppehåll från arbete. Armbrotten skedde i samband med inlines-åkning. Senare har hon varit aktiv i perioder, vid sidan om sitt privata klättringsintresse.
Rocky Emerson är verksam i en mängd olika pornografiska genrer, inklusive som dominatrix, i BDSM-produktioner för bolagen Kink.com och Insex och i mer mainstream-artade produktioner. Bland bolagen hon arbetat för flest gånger finns Evil Angel, Paper Street Media och Spizoo, och hon har sålt en mängd oberoende producerat material via distributionsportalen Manyvids. Hon har aktiva profiler på både XVideos och Pornhub, där hon har totalt 78 miljoner respektive 55 miljoner videovisningar.
Hon har i intervjuer förklarat sitt personliga intresse för undergivna och våldsutsatta roller, vilket även i sitt privatliv ägnar hon sig ofta åt avancerat sex där hon utmanar sina egna gränser. Rocky Emersons längd – rapporterat som 190 cm – gör henne enligt uppgift till den längsta mer kända kvinnliga skådespelaren i porrbranschen. Hon har tatuerat sig vid minst 40 olika tillfällen och är omfattande tatuerad på bland annat armar och rygg. Hon har använt sig av sin längd i kombination med tatueringarna till att bygga sitt varumärke inom branschen. 

### Privatliv
Rocky Emerson kombinerar sina uppdrag inom porrbranschen med ett privat intresse för klättring. Hon arbetar intensivt i perioder och ägnar sig därefter åt klättring i olika bergsområden långt från omvärlden. Under de perioderna bor hon, hennes sambo och deras hund i en husbil. 

## Utmärkelser
2021 vann Rocky Emerson pris som "Best Female Performer of the Year" vid Altporn Awards. Hon har vid den större AVN-galan nominerats till "Fan Award: Most Epic Ass" (2020) och "Best POV Sex Scene" (2022).